# Боннфон, Батист
Бати́ст Боннфо́н (фр. Baptiste Bonnefond; род. 22 января 1993, Лион) — французский гандболист, играющий на позиции левого полусреднего.

## Карьера

### Клубная
Батист Боннфон воспитанник клуба «Монпелье». В 2011 году сыграл 9 матчей за клуб «Монпелье». В 2012 году Боннфон помог стать «Монпелье» чемпионом Франции. В 2016 году Боннфон выиграл кубок Франции и Кубок французской лиги.

### Сборная
Батист Боннфон выступал за сборную Франции в 2015 году — сыграл 1 матч.

## Титулы
- Чемпион Франции: 2012
- Обладатель Кубка Франции: 2012, 2013, 2016
- Обладатель Кубка Французской лиги: 2012, 2014, 2016
- Победитель Лиги чемпионов: 2018
- Финалист Кубка ЕГФ: 2014

## Статистика
| Сезон        | Клуб     | Лига           | Матчи | Голы | 7-метр | Голы |
| ------------ | -------- | -------------- | ----- | ---- | ------ | ---- |
| 2011/12      | Монпелье | LNH Division 1 | 9     | 12   | 0      | 12   |
| 2012/13      | Монпелье | LNH Division 1 | 14    | 13   | 0      | 13   |
| 2013/14      | Монпелье | LNH Division 1 | 6     | 4    | 0      | 4    |
| 2014/15      | Монпелье | LNH Division 1 | 11    | 12   | 0      | 12   |
| 2015/16      | Монпелье | LNH Division 1 | 20    | 68   | 0      | 68   |
| 2016/17      | Монпелье | LNH Division 1 | 18    | 30   | 0      | 30   |
| 2017/18      | Монпелье | LNH Division 1 | 24    | 36   | 0      | 36   |
| 2011—по н.в. | Итого    | LNH Division 1 | 104   | 175  | 0      | 175  |